# Ixora clerodendron
Ixora clerodendron är en måreväxtart som beskrevs av Henry Nicholas Ridley. Ixora clerodendron ingår i släktet Ixora och familjen måreväxter. Inga underarter finns listade i Catalogue of Life.